# Distribució truncada
En estadística, una distribució truncada és una distribució condicional que resulta de restringir el domini d'alguna altra distribució de probabilitat. Les distribucions truncades sorgeixen en les estadístiques pràctiques en els casos en què la capacitat de registrar, o fins i tot de conèixer-ne, es limita a valors que es troben per sobre o per sota d'un determinat llindar o dins d'un interval determinat. Per exemple, si s'examinen les dates de naixement dels nens d'una escola, aquestes normalment estarien subjectes a truncament en relació amb les de tots els nens de la zona, ja que l'escola només accepta nens d'una franja d'edat determinada en una data específica. No hi hauria informació sobre quants nens de la localitat tinguessin dates de naixement abans o després de les dates límit de l'escola si només s'utilitzessin una aproximació directa a l'escola per obtenir informació.
Quan el mostreig és tal que reté el coneixement dels elements que queden fora de l'interval requerit, sense registrar els valors reals, això es coneix com a censura, a diferència del truncament aquí.

## Definició
La discussió següent és en termes d'una variable aleatòria que té una distribució contínua encara que les mateixes idees s'apliquen a les distribucions discretes. De la mateixa manera, la discussió assumeix que el truncament és a un interval semiobert y ∈ (a, b] però altres possibilitats es poden manejar directament.
Suposem que tenim una variable aleatòria, {\displaystyle X} que es distribueix segons alguna funció de densitat de probabilitat, {\displaystyle f(x)}, amb funció de distribució acumulada {\displaystyle F(x)} tots dos tenen un suport infinit. Suposem que volem conèixer la densitat de probabilitat de la variable aleatòria després de restringir el suport a estar entre dues constants de manera que el suport, {\displaystyle y=(a,b]}. És a dir, suposem que volem saber com {\displaystyle X} es distribueix donat {\displaystyle a<X\leq b}.
{\displaystyle f(x|a<X\leq b)={\frac {g(x)}{F(b)-F(a)}}={\frac {f(x)\cdot I(\{a<x\leq b\})}{F(b)-F(a)}}\propto _{x}f(x)\cdot I(\{a<x\leq b\})}
on {\displaystyle g(x)=f(x)} per a tot {\displaystyle a<x\leq b} i {\displaystyle g(x)=0} a tot arreu. Això és, {\displaystyle g(x)=f(x)\cdot I(\{a<x\leq b\})} on {\displaystyle I} és la funció indicadora. Tingueu en compte que el denominador de la distribució truncada és constant respecte a {\displaystyle x}.
Fixeu-vos que de fet {\displaystyle f(x|a<X\leq b)} és una densitat:
{\displaystyle \int _{a}^{b}f(x|a<X\leq b)dx={\frac {1}{F(b)-F(a)}}\int _{a}^{b}g(x)dx=1}
A les distribucions truncades no cal que s'eliminin parts de la part superior i inferior. Una distribució truncada on només s'ha eliminat la part inferior de la distribució és la següent:
{\displaystyle f(x|X>y)={\frac {g(x)}{1-F(y)}}}
on {\displaystyle g(x)=f(x)} per a tot {\displaystyle y<x} i {\displaystyle g(x)=0} a tot arreu, i {\displaystyle F(x)} és la funció de distribució acumulada.